# Museo Universitario Universidad de Antioquia
El Museo de la Universidad de Antioquia es una institución cultural de carácter público, adscrita a la Vicerrectoría de Extensión de dicha Universidad; su sede principal está ubicada en el campus de la Universidad de Antioquia de Medellín, Colombia.
Cuenta con más de cuarenta mil objetos museísticos distribuidos en sus cuatro colecciones: Artes Visuales, Ciencias Naturales, Historia de la Universidad, y Antropología, y al lado de las actividades propias del museo, desarrolla una serie de programas que lo hacen uno de los museos más visitados de Medellín y un centro cultural que permite dar a sus colecciones una función educativa, cultural y social.

## Colecciones

### Antropología
Constituida en 1943, la Colección de Antropología conserva alrededor de 25.000 objetos del patrimonio cultural de Colombia, ubicándose como la primera colección con el mayor número de piezas arqueológicas del país. A través de objetos excepcionales precolombinos y de etnografía indígena y afrodescendiente, exhibe de forma permanente una galería que narra la historia de los pueblos con elementos de la vida cotidiana y religiosa de cada región. También posee la colección de cerámica Alzate, la cual tiene estrechos vínculos con la actividad de la guaquería del siglo XIX e inicios del siglo XX, e importantes fondos como el del clausurado Museo de Artes y Tradiciones Populares.

### Artes Visuales
La Colección de Artes Visuales comprende cerca de 3.179 piezas en diferentes técnicas como pintura, obra gráfica, fotografía y escultura contemporánea. Cuenta con 52 fondos especiales, entre los cuales destacan: Eladio Vélez, Humberto Chaves, Horacio Longas, Darío Tobón Calle y Carlos Martínez; y con obras de los más destacados artistas regionales y nacionales, como Francisco Antonio Cano, Pedro Nel Gómez, Beatriz González, Manuel Hernández, Santiago Cardenas, entre otros. La colección busca la promoción de nuevos valores en la plástica, la divulgación de obras de maestros consagrados, y la formación y la sensibilización de diferentes públicos con respecto a la observación y a la apreciación del arte.
Esta colección posee una pinacoteca con obras en diferentes técnicas: óleo, acrílico, acuarela, pastel, tinta, lápiz y grabados de maestros contemporáneos y de algunos artistas clásicos.

#### Fondos especiales

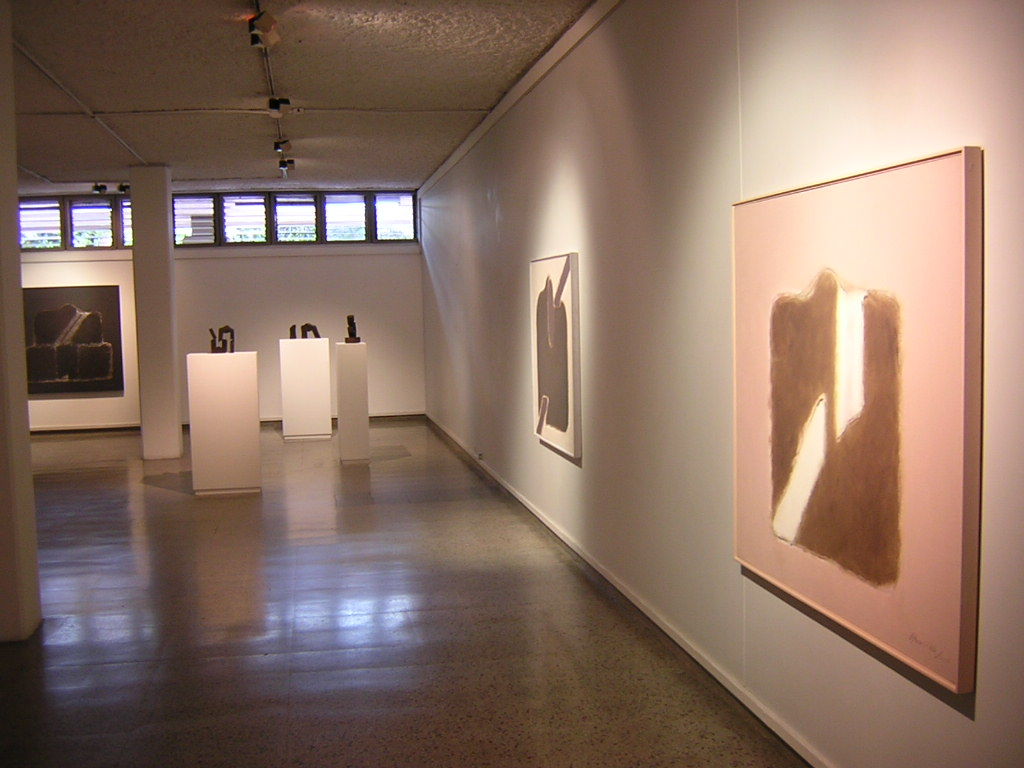
Sala de exposiciones.

La Colección cuenta con fondos de reconocidos maestros de la plástica local, regional, nacional e internacional, entre los que se enumeran:
| - Francisco Antonio Cano - Eladio Vélez - Humberto Chávez - Horacio Longas - Darío Tobón Calle - Carlos Martínez | - Francisco de Goya - Aidé Peláez - Luis Morales - Miguel Polling - Hernando Guerrero - Larry Shaher |

### Ciencias Naturales
La Colección de Ciencias Naturales cuenta con diferentes piezas, aproximadamente 18.000 piezas entre animales embalsamados, esqueletos, pieles de estudio, minerales, fósiles e ilustraciones científicas, con las cuales se pretende aportar a la divulgación de los recursos ambientales colombianos, especialmente de la fauna, y sensibilizar sobre la importancia de la preservación y conservación ambiental.
La colección trabaja en tres aspectos fundamentales: la exhibición a través de sus exposiciones permanentes representadas en dioramas, la difusión mediante las exposiciones temporales que abarcan elementos transportables para el uso de diferentes instituciones y la investigación por medio de los especímenes recolectados de los trabajos científicos y conservados para la consulta.
La colección sirve de apoyo a las diferentes instituciones educativas a través de sus visitas guiadas, talleres, y conferencias. Es un complemento para la investigación, tanto para los profesionales y estudiosos de la biología como para las personas que trabajan en temas afines a ella.

#### Fondos especiales

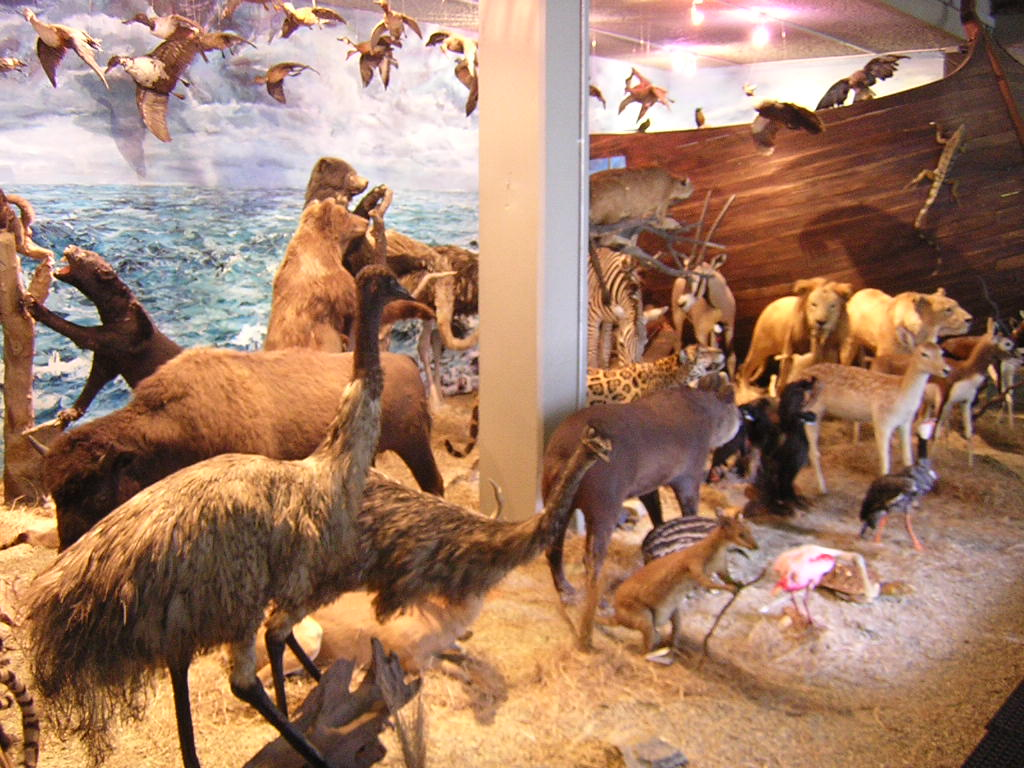
Animales embalsamados.

- Pieles de estudio y animales en líquido: Este material se utiliza principalmente como referencia para complementar trabajos de estudio o investigaciones, debido a que contienen datos de cada espécimen como: nombre científico, nombre común y lugar de procedencia.
- Animales embalsamados
- Esqueletos
- Minerales y rocas
- Fósiles
- Montajes interactivos
- Videos sobre fauna y documentos sobre zoología.

### Colección de Historia
posee elementos patrimoniales y piezas representativas de los distintos momentos históricos del departamento de Antioquia, y específicamente de su alma mater. A esta colección pertenecen el archivo histórico y el archivo fotográfico de la Universidad, y los fondos Fidel Cano y El Espectador, restauración del Paraninfo, entre otros. 

#### Fondos especiales
La Colección de Historia posee seis fondos especiales: Fondo Marceliano Vélez, Fondo Recaredo de Villa, Fondo Fidel Cano, Fondo Restauración del Paraninfo, Fondo Berta Zapata Casas y Fondo Digar (Diego García); los cuales corresponden a conjuntos de elementos donados por los descendientes de estos personajes y que han enriquecido particularmente la Colección.

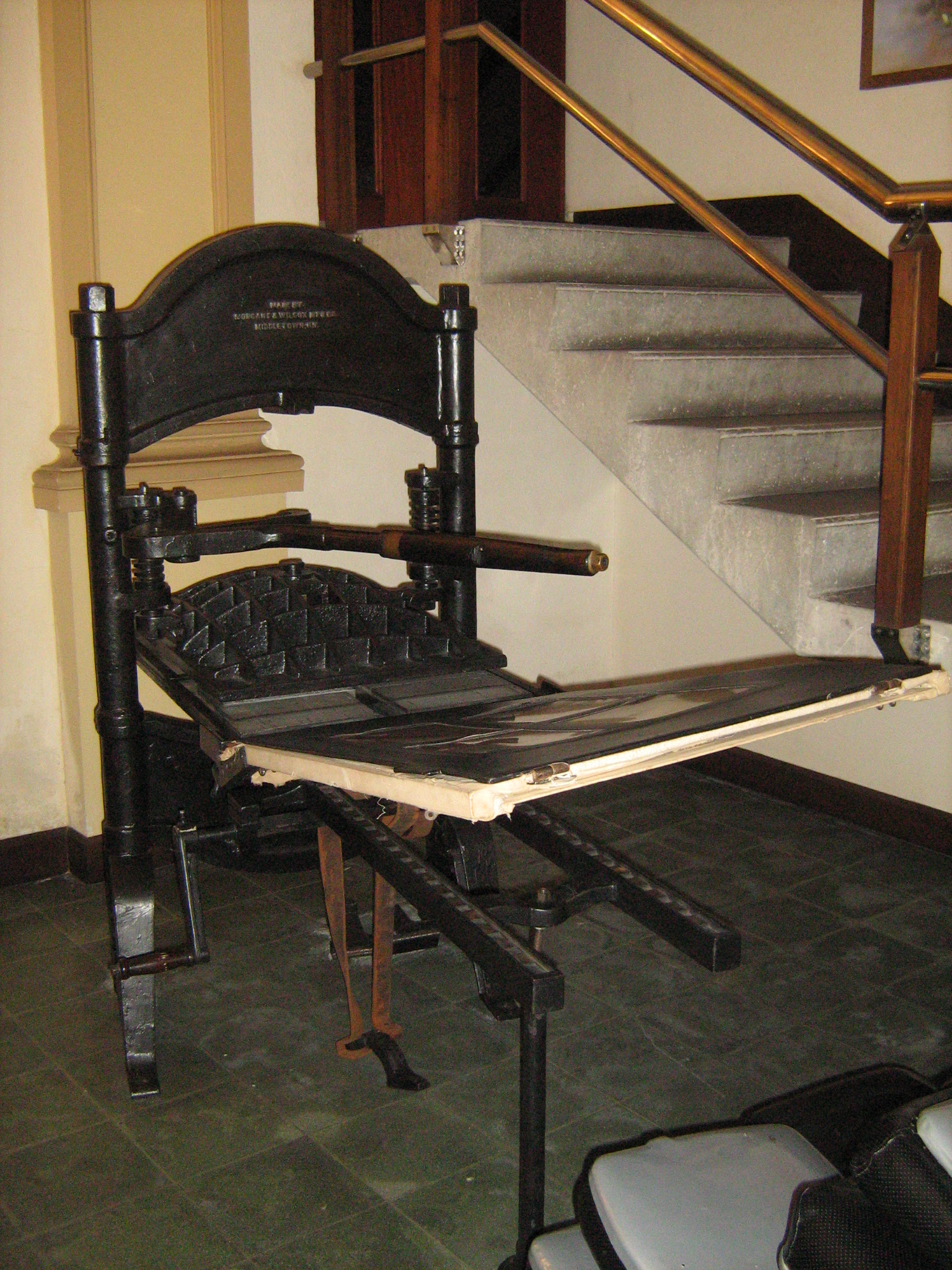
Prensa Washington donde se imprimió el primer periódico El Espectador hace más de 120 años

Fondo Marceliano Vélez: Posee 152 valiosos elementos, entre tarjetas de visita, fotografías, documentos epistolares, álbumes fotográficos, condecoraciones, y armas. Se destacan particularmente la espada conmemorativa de Marceliano Vélez, el Bastón de Mando de Pedro Justo Berrío y el libro de autógrafos de don Gabriel Velásquez.
Fondo Fidel Cano: Con 250 elementos de gran valor, entre ellos retratos al óleo, bronces y la prensa Washington donde se imprimió el primer periódico El Espectador hace más 120 años; nos permite conocer la dimensión del personaje y de la empresa periodística más antigua y aún vigente en Colombia.
Fondo Recaredo De Villa: Con alrededor de 80 elementos entre documentos, libros y tarjetas de visita, logra un perfil del personaje que fuera Gobernador de Antioquia.
Fondo Bertha Zapata Casas: Con unos 25 elementos, entre diplomas, mosaicos, condecoraciones, fotografías, libros y un retrato al óleo realizado por el artista Alfonso Góez, define un perfil claro de la primera abogada graduada por la Universidad de Antioquia.
Fondo Digar (Diego García): Reúne el archivo completo de quien fuera el fotógrafo oficial de la Universidad durante la década del sesenta, lo cual testimonia la construcción de Ciudad Universitaria de Medellín.
Fondo Restauración del Paraninfo: Reúne el Archivo Fotográfico completo de lo que significó todo el proceso de restauración del edificio de San Ignacio, declarado Monumento Nacional.

## Servicios
- Exposiciones permanentes, transitorias e itinerantes
- Pieza del mes: cada colección destaca en exhibición una de sus más representativas piezas, profundizando en su significación, contextualización y documentación.
- Visitas guiadas: disponibles para grupos de educación básica, media, superior y público general, entre 10 y 40 integrantes, con solicitud previa.
- Centro de documentación: especializado en los temas de cada colección y en museología y museografía.
- Códice, boletín científico y cultural: publicación trimestral que da cuenta de las investigaciones a partir de las colecciones del Museo Universitario y acoge temas de interés científico y cultural.
- Laboratorio de referencia arqueológica: constituye un espacio para brindar a los estudiantes e investigadores materiales de consulta provenientes de trabajos de investigación arqueológica.
- Taller de antropología física: dedicado al reconocimiento y reconstrucción de los restos óseos humanos.
- Aula Taller: el Museo cuenta con tres de estos espacios para reuniones y trabajos en grupo.
- Auditorio Luis Javier García Isaza: dotado con ayudas audiovisuales para la realización de eventos, conferencias y conciertos, entre otros
- Asesorías: relacionadas con temas específicos de cada una de las colecciones del Museo.
- Documentación, conservación y restauración de piezas arqueológicas: servicio de conservación y restauración de las mismas.
- Tienda de souvenires: con objetos que incentivan la valoración del patrimonio cultural y que apoyan la divulgación científica y cultural del Museo.